# No Stone Unturned
No Stone Unturned is een compilatiealbum van The Rolling Stones, uitgegeven in 1973. Acht van de twaalf nummers zijn uitgegeven in het Verenigd Koninkrijk op B-kanten van singles. De rest van de nummers waren nog nooit op een album verschenen in het Verenigd Koninkrijk.

## Nummers
- Alle nummers zijn geschreven door Mick Jagger en Keith Richards tenzij anders aangegeven.

1. Poison Ivy (versie 2) (Jerry Leiber/Mike Stoller)
2. The Singer Not The Song
3. Surprise Surprise
4. Child Of The Moon
5. Stoned (Nanker Phelge)
6. Sad Day
7. Money (Gordy Jr./Bradford)
8. Congratulations
9. I'm Movin' On (liveversie) (Hank Snow)
10. 2120 South Michigan Avenue (korte versie) (Nanker Phelge)
11. Long Long While
12. Who's Driving Your Plane?